# Ueda Shunsuke
Shunsuke Ueda (sinh ngày 4 tháng 4 năm 1988) là một cầu thủ bóng đá người Nhật Bản.

## Sự nghiệp câu lạc bộ
Shunsuke Ueda đã từng chơi cho Fukushima United FC và Kagoshima United FC.